# 千代賢治
千代 賢治（ちしろ けんぢ、1918年2月16日 - 2017年3月14日）は、日本の経営者。住友生命保険社長、会長を務めた。

## 経歴
鳥取県西伯郡西伯町出身。旧制鳥取県立米子中学校、旧制松江高等学校文科乙類を経て、1944年に京都帝国大学法学部を卒業し、同年住友生命保険に入社。同年8月に海軍短期現役主計科士官として従軍した。1946年1月に終戦により復職。
1963年1月に経理部長に就任し、人事部長、取締役、常務、専務を経て、1978年7月に副社長に就任し、翌年7月に社長に昇格した。1986年7月に会長に就任し、1992年7月から取締役相談役を務めた。
1984年11月に藍綬褒章を受章し、1989年11月に勲二等旭日重光章を受章し、1993年4月にオーストリア共和国有功勲章一級コマンダースクロス章を受章した。
2017年3月14日、老衰のために死去。83歳没。